# 영겁 (텔레마)
텔레마의 종교에서, 인류의 역사는 "마법과 종교적 표현" 자체의 형태를 동반한 각각의 영겁의 연속으로 나눌 수 있다고 믿어진다.

## 같이 보기
- 자유 영혼의 신도

## 자료
- Crowley, Aleister. (1973). The Heart of the Master. Montréal : 93 Publishing.
- ____. (1996). Little Essays Toward Truth. Tempe, AZ : New Falcon Publishing
- ____. (1974). Equinox of the Gods. New York, NY : Gordon Press.
- Thelemapedia. (2004). Aeon. Retrieved April 16, 2006.